# Hillgrove (Nouvelle-Galles du Sud)
Hillgrove est un village australien situé dans la zone d'administration locale de la région d'Armidale en Nouvelle-Galles du Sud, à environ 30 km à l'est d'Armidale. C'est une ancienne ville minière qui prospéra durant toute la fin du XIXe siècle. Quand la mine a fermé, elle a perdu une grande partie de sa population qui s'élevait à 174 habitants en 2021.